# Aotus nigriceps
El mico nocturno de cabeza negra (Aotus nigriceps) es una especie de primate platirrino del género Aotus que habita en Bolivia, Brasil Perú y Colombia .